# Амангельди (Мактааральський район)
Амангельди́ (каз. Амангелді) — село у складі Мактааральського району Туркестанської області Казахстану. Входить до складу Мактааральського сільського округу.
Населення — 191 особа (2021; 335 у 2009, 161 у 1999, 135 у 1989).